# S30-as személyvonat
Az S30-as személyvonat egy budapesti elővárosi vonat, ami csak kora reggel és késő este közlekedik. Napi 1-2 Székesfehérvár vasútállomásig, reggel 1 munkanapokon egészen Siófokig jár. Munkanapokon napi 1 pár Martonvásárig,hétvégente Tárnokig közleledik. A járatok négyszámjegyű vonatszámot viselnek, a Székesfehérvárig közlekedő járatok száma 45-tel, a Siófokig továbbközlekedőé 8710.

## Története
2013-ban elkezdték bevezetni a viszonylatjelzéseket a budapesti vasútvonalakon. Az augusztusi próbaüzemet követően december 15-től a Déli pályaudvarra érkező összes vonat S-, G- vagy Z- előtagot (Személy, Gyors, Zónázó) és kétjegyű számból álló utótagot kapott. Utóbbit a vasútvonal számozása alapján, így lett a 30 vasútvonalon közlekedő járat neve S30-as. A vonat 2013. december 15-e óta közlekedik ezen a néven.
2014 decemberéig csak Budapest és Székesfehérvár vasútállomás között járt. Ekkor a G43-as gyors mintájára létrehozott S36-os vette át a szerepét. Ezután csupán három késő esti, illetve két kora reggeli járat száma maradt S30-as. Nyaranta a turisztikai főszezon idején a három éjszakai járatból kettő meghosszabbított útvonalon egészen Fonyód vasútállomásig jár.
2020. december 14-étől egy új S30-as járatot indítottak munkanapokon Martonvásárról, hétvégén pedig Tárnokról. S36-os megállás rendjével közlekedik, csak a végállomás Kőbánya-Kispest vasútállomás helyett Déli pályaudvar lett.
2021. nyári szezonban hétvégén 1 hajnali és egy reggeli (Z30-as) járat meg lett hosszabbítva Fonyódig. Az újdonság még hogy 1 járat kivételével az összes megkapta a "Bagolyvonat" nevet.
2022. április 3-ától 3 új S30-as járatot indítottak. Ebből 2 Érd felsőn át közlekednek Székesfehérvárra, melyek Háros és Nagytétény-Diósd állomások kivételével mindenhol megállnak. Nyári szezonban ezek a járatok meg vannak hosszabbítva, egyik Balatonfüredig, a másik Nagykanizsáig (utóbbi S35-ös jelzéssel). A másik S30-as vonat pedig hétköznap Martonvásárig, hétvégén pedig Tárnokig jár.
2023. augusztus 28-ától egy hajnali Székesfehérvárról Budapestre közlekedő járat Érd alsó helyett Érd felsőn át közlekedik (új vonatszáma: 4719).
2023/2024-es 1. sz. évi módosítástól a Déli pályaudvarról induló esti járatok megszűntek, helyettük személyvonatok közlekednek Érd felsőn át. Megállási rendjük a Székesfehérvárról induló első 3 G43-as szerint közlekednek.
2024. június 22-től munkanapokon Siófokra közlekedő személyvonat S30-as jelzéssel közlekedik tovább (vonatszám: 8710). A Fonyódra közlekedő vonatok továbbiakban jelzés nélkül simán Bagolyvonatként közlekednek tovább.
2025. szeptember 1-jétől 19-ig, munkanapokon az S36-os és Z30-as vonatok Budapest-Déli és Tárnok között összevontan S30-as ként közlekednek. Budapest-Keleti lezárás miatt.

## Útvonala
| Az átszállási kapcsolatok között az azonos, de hosszabb útvonalon, Siófokon és Balatonszentgyörgyön át Keszthely, illetve Nagykanizsa állomásig közlekedő S34 -es és S35 -ös vonatok nincsenek feltüntetve. |                           |    | |
| 0 | Budapest-Déli végállomás  | 76 | 17, 56, 56A, 59, 59A, 59B, 61 21, 21A, 39, 102, 139, 140, 140A, 221 770 S10 , S12 , G30 , Z30 , S40 , Z40 , S42 , Z42 , G44 , IC, InterRégió, sebesvonat, |
| 7 | Budapest-Kelenföld        | 69 | 1, 19, 49 8E, 40, 40B, 40E, 53, 58, 87, 87A, 88, 88A, 101B, 101E, 108E, 141, 150, 150B, 153, 154, 172, 173, 187, 188, 188E, 250, 250B, 251, 251A, 251E, 272 689, 691, 710, 712, 715, 720, 722, 724, 725, 727, 731, 732, 734, 735, 736, 760, 762, 763, 764, 767, 770, 774, 775, 778, 779, 798, 799 S10 , G10 , S12 , G30 , Z30 , S36 , S40 , G40 , Z40 , S42 , Z42 , G43 , G44 , IC, EC, EN, InterRégió, sebesvonat, gyorsvonat, expresszvonat, |
| 10 | Albertfalva               | 62 | 7, 58, 114, 213, 214 17, 41, 47, 48, 56 S36 |
| 12 | Budafok                   | 59 | 33, 58, 114, 133E, 141, 158, 213, 214, 241, 241A, 250, 250B, 251, 251A 47, 56 S36 , S40 , S42 , G43 , G44 |
| 16 | Kastélypark               | 54 | 33, 133E 700 S36 |
| 19 | Tétényliget               | 51 | S36 , G40 |
| 22 | Érd alsó                  | 48 | 700, 705, 710, 712, 715, 720, 722, 731, 733, 734, 735, 736, 738, 741, 742, 744, 745, 746, 755 1120, 1134 G30 , Z30 , S36 , G40 , InterRégió, személyvonat, sebesvonat |
| 26 | Tárnok                    | 44 | 741, 742 Z30 , S36 , G43 , G44 , sebesvonat |
| 32 | Martonvásár               | 37 | 702, 703, 704, 749, 759, 769, 8238 Z30 , S36 , G43 , G44 , sebesvonat |
| 35 | Baracska                  | 33 | 1 702, 8013 Z30 , G43 , G44 |
| 38 | Pettend                   | 28 | Z30 , G43 |
| 41 | Kápolnásnyék              | 26 | 718, 748, 749, 758 Z30 , G43 , G44 , sebesvonat |
| 44 | Velence                   | 22 | 707, 716, 718, 747, 749, 757, 758 G30 , Z30 , G43 , G44 , személyvonat, sebesvonat, expresszvonat |
| 45 | Velencefürdő              | 19 | 707, 719, 747, 750, 757, 758, 759 G30 , Z30 , G43 , G44 |
| 48 | Gárdony                   | 16 | 707, 716, 719, 747, 750, 757, 758, 759 G30 , Z30 , G43 , G44 , sebesvonat |
| 50 | Agárd                     | 13 | 707, 716, 719, 747, 750, 751, 757, 758, 759 G30 , Z30 , G43 , G44 |
| 53 | Dinnyés                   | 9  | 719, 750, 758, 759 Z30 , G43 , G44 |
| 64 | Székesfehérvár végállomás | 0  | 13, 13A, 13G, 13Y, 20, 30, 31, 31E, 32, 33, 34, 35, 36, 37, 38, 40, 41, 43, 44 Helyközi buszok G30 , Z30 , G43 , G44 , S150 , S440 , IC, InterRégió, személyvonat, sebesvonat, expresszvonat |
| Munkanapokon 1 reggeli S30 -as vonat Siófok állomásig jár. |                           |    | |